# Gran Premio motociclistico dell'Ulster 1968
Il Gran Premio motociclistico dell'Ulster fu il nono appuntamento del motomondiale 1968.
Si svolse sabato 17 agosto 1968 a Dundrod e vi corsero le classi 125, 250, 350 e 500.
Le vittorie, sia in 500 che in 350, furono di Giacomo Agostini su MV Agusta. Nella 250 e nella 125 si impose invece Bill Ivy sulla Yamaha.

## Classe 500
Furono 40 i piloti alla partenza, e di essi 21 vennero classificati al traguardo; tra i ritirati Rodney Gould e Gyula Marsovszky.

### Arrivati al traguardo
| Pos. | Pilota           | Moto      | Tempo      | Punti |
| ---- | ---------------- | --------- | ---------- | ----- |
| 1    | Giacomo Agostini | MV Agusta | 1h 10:10.0 | 8     |
| 2    | Robin Fitton     | Norton    | +3:21.4    | 6     |
| 3    | John Hartle      | Metisse   | +3:31.0    | 4     |
| 4    | Percy Tait       | Triumph   | +3:34.4    | 3     |
| 5    | Jack Findlay     | Matchless | +3:34.8    | 2     |
| 6    | Kel Carruthers   | Norton    | +4:36.4    | 1     |
| 7    | John Blanchard   | Metisse   |            |       |
| 8    | Steve Jolly      | Matchless |            |       |
| 9    | Derek Lee        | Matchless |            |       |
| 10   | William McCosh   | Matchless |            |       |
| 11   | Ron Wilson       | Norton    |            |       |
| 12   | Theo Louwes      | Norton    |            |       |
| 13   | Jack Lindh       | Seeley    |            |       |
| 14   | Barry Scully     | Norton    |            |       |
| 15   | Peter Humber     | Crescent  |            |       |
| 16   | Alan Lawton      | Norton    |            |       |
| 17   | Bob McCurry      | Matchless |            |       |
| 18   | Brian Ball       | Matchless |            |       |
| 19   | Paul Eickelberg  | Norton    |            |       |
| 20   | Peter Williams   | Matchless |            |       |
| 21   | Harris Healey    | Norton    |            |       |

## Classe 350
Tra i ritirati Heinz Rosner.

### Arrivati al traguardo (posizioni a punti)
| Pos. | Pilota            | Moto      | Tempo      | Punti |
| ---- | ----------------- | --------- | ---------- | ----- |
| 1    | Giacomo Agostini  | MV Agusta | 1h 4'48" 8 | 8     |
| 2    | Kelvin Carruthers | Aermacchi |            | 6     |
| 3    | Brian Steenson    | Aermacchi |            | 4     |
| 4    | František Šťastný | Jawa      |            | 3     |
| 5    | Derek Woodman     | Metisse   |            | 2     |
| 6    | Billie Nelson     | Norton    |            | 1     |

## Classe 250
La gara si svolse sotto un tempo variabile e tra i ritirati vi fu Phil Read.

### Arrivati al traguardo (posizioni a punti)
| Pos. | Pilota         | Moto    | Tempo       | Punti |
| ---- | -------------- | ------- | ----------- | ----- |
| 1    | Bill Ivy       | Yamaha  | 1h 08' 18.8 | 8     |
| 2    | Heinz Rosner   | MZ      | + 2' 21" 2  | 6     |
| 3    | Rodney Gould   | Yamaha  | + 2'49" 2   | 4     |
| 4    | Ginger Molloy  | Bultaco |             | 3     |
| 5    | Malcolm Uphill | Suzuki  |             | 2     |
| 6    | Kent Andersson | Yamaha  |             | 1     |

## Classe 125

### Arrivati al traguardo (posizioni a punti)
| Pos. | Pilota         | Moto    | Tempo    | Punti |
| ---- | -------------- | ------- | -------- | ----- |
| 1    | Bill Ivy       | Yamaha  | 49' 0" 6 | 8     |
| 2    | Phil Read      | Yamaha  |          | 6     |
| 3    | Heinz Rosner   | MZ      |          | 4     |
| 4    | Ginger Molloy  | Bultaco |          | 3     |
| 5    | Dieter Braun   | MZ      |          | 2     |
| 6    | Kel Carruthers | Honda   |          | 1     |